# Rotherham United Football Club 2018-2019
Questa pagina raccoglie i dati riguardanti il Rotherham United Football Club nelle competizioni ufficiali della stagione 2018-2019.

## Rosa
| N. |                        | Ruolo | Calciatore      |
| -- | ---------------------- | ----- | --------------- |
| 12 | Galles (bandiera)      | P     | Lewis Price     |
| 1  | Slovacchia (bandiera)  | P     | Marek Rodák     |
| 5  | Nigeria (bandiera)     | D     | Semi Ajayi      |
| 31 | Inghilterra (bandiera) | D     | Akeem Hinds     |
| 20 | Inghilterra (bandiera) | D     | Michael Ihiekwe |
| 28 | Inghilterra (bandiera) | D     | Billy Jones     |
| 3  | Inghilterra (bandiera) | D     | Joe Mattock     |
| 26 | Inghilterra (bandiera) | D     | Sean Raggett    |
| 15 | Scozia (bandiera)      | D     | Clark Robertson |
| 2  | Inghilterra (bandiera) | D     | Zak Vyner       |
| 6  | Inghilterra (bandiera) | D     | Richard Wood    |
| 17 | Inghilterra (bandiera) | C     | Matt Crooks     |
| 7  | Irlanda (bandiera)     | C     | Anthony Forde   |
| 22 | Inghilterra (bandiera) | C     | Joe Newell      |
| 8  | Inghilterra (bandiera) | C     | Matt Palmer     |

| N. |                             | Ruolo | Calciatore           |
| -- | --------------------------- | ----- | -------------------- |
| 16 | Irlanda (bandiera)          | C     | Darren Potter        |
| 35 | Inghilterra (bandiera)      | C     | Jake Southern-Cooper |
| 11 | Inghilterra (bandiera)      | C     | Jon Taylor           |
| 13 | Irlanda (bandiera)          | C     | Richie Towell        |
| 4  | Galles (bandiera)           | C     | Will Vaulks          |
| 25 | Inghilterra (bandiera)      | C     | Ben Wiles            |
| 23 | Australia (bandiera)        | C     | Ryan Williams        |
|    | Inghilterra (bandiera)      | A     | David Ball           |
| 27 | Galles (bandiera)           | A     | Alex Bray            |
| 32 | Nigeria (bandiera)          | A     | Joshua Kayode        |
| 34 | Irlanda del Nord (bandiera) | A     | Tyrone Lewthwaite    |
| 9  | Inghilterra (bandiera)      | A     | Jamie Proctor        |
| 24 | Inghilterra (bandiera)      | A     | Michael Smith        |
| 19 | Irlanda del Nord (bandiera) | A     | Kyle Vassell         |
| 21 | Inghilterra (bandiera)      | A     | Jerry Yates          |

## Organigramma societario
Area tecnica
- Allenatore: Paul Warne
- Allenatore in seconda: Richie Barker
- Preparatore dei portieri: Mike Pollitt
- Preparatori atletici:

## Risultati

### Championship

#### Girone di andata
| Arbitro: | Langford |

|                                                  |           |            |
| Maupay 4’, 60’ Canós 44’ Watkins 48’ MacLeod 89’ | Marcatori | 90’ Vaulks |

| Arbitro: | Webb |

|           |           |  |
| Smith 90’ | Marcatori |  |

| Arbitro: | Jones |

|                      |           |  |
| Ayling 49’ Roofe 71’ | Marcatori |  |

| Arbitro: | Simpson |

|                      |           |                              |
| Wood 16’ Proctor 75’ | Marcatori | 28’, 47’ Irvine 45’ Campbell |

| Arbitro: | Eltringham |

|             |           |  |
| Raggett 20’ | Marcatori |  |

| Arbitro: | Duncan |

|             |           |  |
| Vaughan 73’ | Marcatori |  |

| Arbitro: | Bankes |

|                    |           |  |
| Manning 63’ (rig.) | Marcatori |  |

| Arbitro: | Davies |

|                         |           |  |
| Abraham 27’ Bolasie 82’ | Marcatori |  |

| Arbitro: | Jones |

|                    |           |  |
| Grabban 88’ (rig.) | Marcatori |  |

| Arbitro: | Webb |

|                               |           |                    |
| Manning 47’ (rig.) Towell 50’ | Marcatori | 59’ Ince 85’ Bojan |

| Rotherham 3 ottobre 2018, ore 19:45 WEST 11ª giornata | Rotherham Utd | 0 – 0 referto | Bristol City | New York Stadium (8 187 spett.)\| Arbitro: \| Ward \| |
| Arbitro:                                              | Ward          |               |              |                                                       |

| Arbitro: | Stroud |

|                          |           |            |
| Jutkiewicz 20’, 23’, 68’ | Marcatori | 77’ Taylor |

| Arbitro: | Brooks |

|            |           |            |
| Vaulks 57’ | Marcatori | 84’ Doidge |

| Middlesbrough 23 ottobre 2018, ore 19:45 WEST 14ª giornata | Middlesbrough | 0 – 0 referto | Rotherham Utd | Riverside Stadium (21 235 spett.)\| Arbitro: \| Bond \| |
| Arbitro:                                                   | Bond          |               |               |                                                         |

| Arbitro: | Simpson |

|                |           |           |
| Barkhuizen 40’ | Marcatori | 55’ Smith |

| Arbitro: | Harrington |

|                                |           |              |
| Manning 79’ (rig.), 87’ (rig.) | Marcatori | 25’ McBurnie |

| Arbitro: | Webb |

|          |           |           |
| Dack 81’ | Marcatori | 75’ Smith |

| Arbitro: | Bankes |

|                        |           |                     |
| Taylor 66’ Proctor 90’ | Marcatori | 8’ Duffy 85’ Basham |

| Arbitro: | Woolmer |

|                         |           |                       |
| Vaulks 6’ Robertson 15’ | Marcatori | 12’ Wells 90’ Freeman |

| Arbitro: | Martin |

|                                   |           |            |
| Cantwell 55’ Aarons 71’ Pukki 84’ | Marcatori | 11’ Towell |

| Arbitro: | Bond |

|               |           |                      |
| João 45’, 64’ | Marcatori | 46’ Smith 55’ Towell |

| Arbitro: | Joyce |

|             |           |            |
| Mattock 90’ | Marcatori | 9’ Baldock |

| Arbitro: | Harrington |

|  |           |                               |
|  | Marcatori | 6’, 44’, 54’ Gayle 20’ Barnes |

#### Girone di ritorno
| Arbitro: | Simpson |

|                       |           |            |
| Ameobi 33’ O'Neil 65’ | Marcatori | 37’ Vaulks |

| Arbitro: | Duncan |

|             |           |  |
| Webster 86’ | Marcatori |  |

| Arbitro: | Probert |

|                      |           |            |
| Vaulks 45’ Smith 76’ | Marcatori | 78’ Nmecha |

| Arbitro: | Linington |

|           |           |  |
| Keane 31’ | Marcatori |  |

| Arbitro: | Harrington |

|                             |           |                                         |
| Taylor 20’ Konsa 73’ (aut.) | Marcatori | 2’, 75’ Mokotjo 53’ Benrahma 85’ Maupay |

| Arbitro: | Robinson |

|           |           |                |
| Ajayi 28’ | Marcatori | 51’, 86’ Klich |

| Londra 2 febbraio 2019, ore 15:00 WET 30ª giornata | Millwall | 0 – 0 referto | Rotherham Utd | The Den (12 084 spett.)\| Arbitro: \| Madley \| |
| Arbitro:                                           | Madley   |               |               |                                                 |

| Arbitro: | Langford |

|               |           |             |
| Robertson 28’ | Marcatori | 32’ Windass |

| Arbitro: | Duncan |

|                       |           |                               |
| Bowen 2’ Campbell 23’ | Marcatori | 48’ Forde 55’ (aut.) McKenzie |

| Arbitro: | England |

|                       |           |                          |
| Taylor 37’ Towell 74’ | Marcatori | 35’ Forestieri 90’ Iorfa |

| Arbitro: | Simpson |

|            |           |           |
| Ejaria 31’ | Marcatori | 79’ Ajayi |

| Arbitro: | Brooks |

|                            |           |                             |
| Ajayi 2’, 83’ Williams 57’ | Marcatori | 51’ Bell 90’ (rig.) Mulgrew |

| Arbitro: | Eltringham |

|                        |           |  |
| O'Connell 5’ Duffy 74’ | Marcatori |  |

| Arbitro: | Webb |

|                  |           |                |
| Osayi-Samuel 85’ | Marcatori | 71’, 90’ Ajayi |

| Arbitro: | Langford |

|           |           |                        |
| Ajayi 52’ | Marcatori | 45’ McLean 57’ Godfrey |

| Arbitro: | Robinson |

|                                                                      |           |          |
| Waghorn 13’ (rig.), 42’, 71’ (rig.) Johnson 39’ Mount 48’ Holmes 62’ | Marcatori | 53’ Wood |

| Arbitro: | Martin |

|                       |           |             |
| Smith 10’ Ihiekwe 60’ | Marcatori | 28’ Grabban |

| Arbitro: | Madley |

|                   |           |                                |
| Vaulks 36’ (rig.) | Marcatori | 48’ (rig.) Kodjia 51’ Grealish |

| Arbitro: | Woolmer |

|                      |           |                      |
| Vokes 27’ Clucas 29’ | Marcatori | 58’ Smith 74’ Crooks |

| Arbitro: | Stroud |

|                                       |           |                                   |
| McBurnie 36’, 79’ McKay 50’ Byers 69’ | Marcatori | 10’ Ihiekwe 38’ Crooks 83’ Vaulks |

| Arbitro: | Davies |

|            |           |                                 |
| Crooks 22’ | Marcatori | 56’ Maghoma 63’ Jota 90’ Mrabti |

| Arbitro: | Jones |

|                                 |           |               |
| Rodriguez 77’ (rig.) Harper 79’ | Marcatori | 50’ Robertson |

| Arbitro: | Madley |

|                  |           |                                   |
| Smith 86’ (rig.) | Marcatori | 28’ (rig.) Assombalonga 37’ Mikel |

### FA Cup
| Arbitro: | Coote |

|                                                                                    |           |  |
| Sterling 12’ Foden 43’ Ajayi 45’ (aut.) Jesus 52’ Mahrez 73’ Otamendi 78’ Sané 85’ | Marcatori |  |

### Coppa di Lega
| Arbitro: | Bankes |

|                            |           |             |
| Proctor 37’, 64’ Ajayi 42’ | Marcatori | 74’ Vaughan |

| Arbitro: | Scott |

|                                       |           |            |
| Sigurðsson 28’ Calvert-Lewin 61’, 87’ | Marcatori | 86’ Vaulks |

## Statistiche

### Statistiche di squadra
| Competizione  | Punti | In casa | In casa | In casa | In casa | In casa | In casa | In trasferta | In trasferta | In trasferta | In trasferta | In trasferta | In trasferta | Totale | Totale | Totale | Totale | Totale | Totale | DR  |
| Competizione  | Punti | G       | V       | N       | P       | Gf      | Gs      | G            | V            | N            | P            | Gf           | Gs           | G      | V      | N      | P      | Gf     | Gs     | DR  |
| ------------- | ----- | ------- | ------- | ------- | ------- | ------- | ------- | ------------ | ------------ | ------------ | ------------ | ------------ | ------------ | ------ | ------ | ------ | ------ | ------ | ------ | --- |
| Championship  | 40    | 23      | 7       | 8       | 8       | 32      | 38      | 23           | 1            | 8            | 14           | 20           | 45           | 46     | 8      | 16     | 22     | 52     | 83     | -31 |
| FA Cup        | -     | 0       | 0       | 0       | 0       | 0       | 0       | 1            | 0            | 0            | 1            | 0            | 7            | 1      | 0      | 0      | 1      | 0      | 7      | -7  |
| Coppa di Lega | -     | 1       | 1       | 0       | 0       | 3       | 1       | 1            | 0            | 0            | 1            | 1            | 3            | 2      | 1      | 0      | 1      | 4      | 4      | 0   |
| Totale        | -     | 24      | 8       | 8       | 8       | 35      | 39      | 25           | 1            | 8            | 16           | 21           | 55           | 49     | 9      | 16     | 24     | 56     | 94     | -38 |

### Andamento in campionato
| Giornata  | 1  | 2  | 3  | 4  | 5  | 6  | 7  | 8  | 9  | 10 | 11 | 12 | 13 | 14 | 15 | 16 | 17 | 18 | 19 | 20 | 21 | 22 | 23 | 24 | 25 | 26 | 27 | 28 | 29 | 30 | 31 | 32 | 33 | 34 | 35 | 36 | 37 | 38 | 39 | 40 | 41 | 42 | 43 | 44 | 45 | 46 |
| --------- | -- | -- | -- | -- | -- | -- | -- | -- | -- | -- | -- | -- | -- | -- | -- | -- | -- | -- | -- | -- | -- | -- | -- | -- | -- | -- | -- | -- | -- | -- | -- | -- | -- | -- | -- | -- | -- | -- | -- | -- | -- | -- | -- | -- | -- | -- |
| Luogo     | T  | C  | T  | C  | C  | T  | C  | T  | T  | C  | C  | T  | C  | T  | T  | C  | T  | C  | C  | T  | T  | C  | C  | T  | T  | C  | T  | C  | C  | T  | C  | T  | C  | T  | C  | T  | T  | C  | T  | C  | C  | T  | T  | C  | T  | C  |
| Risultato | P  | V  | P  | P  | V  | P  | V  | P  | P  | N  | N  | P  | N  | N  | N  | V  | N  | N  | N  | P  | N  | N  | P  | P  | P  | V  | P  | P  | P  | N  | N  | N  | N  | N  | V  | P  | V  | P  | P  | V  | P  | N  | P  | P  | P  | P  |
| Posizione | 23 | 13 | 15 | 19 | 15 | 15 | 14 | 18 | 18 | 17 | 18 | 18 | 19 | 20 | 21 | 17 | 18 | 18 | 18 | 20 | 20 | 20 | 20 | 21 | 22 | 21 | 21 | 21 | 21 | 21 | 21 | 22 | 22 | 22 | 22 | 22 | 22 | 22 | 22 | 22 | 22 | 22 | 22 | 22 | 22 | 22 |

Legenda:

Luogo: C = Casa; T = Trasferta. Risultato: V = Vittoria; N = Pareggio; P = Sconfitta.

### Statistiche dei giocatori
| Giocatore          | Championship | Championship | Championship | Championship | FA Cup   | FA Cup | FA Cup      | FA Cup     | Coppa di Lega | Coppa di Lega | Coppa di Lega | Coppa di Lega | Totale   | Totale | Totale      | Totale     |
| Giocatore          | Presenze     | Reti         | Ammonizioni  | Espulsioni   | Presenze | Reti   | Ammonizioni | Espulsioni | Presenze      | Reti          | Ammonizioni   | Espulsioni    | Presenze | Reti   | Ammonizioni | Espulsioni |
| ------------------ | ------------ | ------------ | ------------ | ------------ | -------- | ------ | ----------- | ---------- | ------------- | ------------- | ------------- | ------------- | -------- | ------ | ----------- | ---------- |
| L. Price           | 1            | 0            | 0            | 0            | -        | -      | -           | -          | 2             | 0             | 0             | 0             | 3        | 0      | 0           | 0          |
| M. Rodák           | 45           | 0            | 0            | 0            | 1        | 0      | 0           | 0          | -             | -             | -             | -             | 46       | 0      | 0           | 0          |
| S. Ajayi           | 46           | 7            | 6            | 0            | 1        | 0      | 0           | 0          | 1             | 1             | 0             | 0             | 48       | 8      | 6           | 0          |
| A. Hinds           | -            | -            | -            | -            | -        | -      | -           | -          | -             | -             | -             | -             | -        | -      | -           | -          |
| M. Ihiekwe         | 15           | 2            | 3            | 0            | -        | -      | -           | -          | -             | -             | -             | -             | 15       | 2      | 3           | 0          |
| B. Jones           | 21           | 0            | 4            | 1            | -        | -      | -           | -          | 1             | 0             | 0             | 0             | 22       | 0      | 4           | 1          |
| J. Mattock         | 44           | 1            | 12           | 0            | 1        | 0      | 0           | 0          | 1             | 0             | 0             | 0             | 46       | 1      | 12          | 0          |
| S. Raggett         | 7            | 1            | 1            | 0            | 1        | 0      | 0           | 0          | 2             | 0             | 0             | 0             | 10       | 1      | 1           | 0          |
| C. Robertson       | 28           | 3            | 4            | 0            | 1        | 0      | 0           | 0          | 2             | 0             | 0             | 0             | 31       | 3      | 4           | 0          |
| Z. Vyner           | 31           | 0            | 2            | 0            | 1        | 0      | 0           | 0          | 2             | 0             | 0             | 0             | 34       | 0      | 2           | 0          |
| R. Wood            | 26           | 2            | 6            | 0            | 1        | 0      | 0           | 0          | -             | -             | -             | -             | 27       | 2      | 6           | 0          |
| M. Crooks          | 16           | 3            | 2            | 0            | -        | -      | -           | -          | -             | -             | -             | -             | 16       | 3      | 2           | 0          |
| A. Forde           | 28           | 1            | 1            | 0            | 1        | 0      | 0           | 0          | 2             | 0             | 0             | 0             | 31       | 1      | 1           | 0          |
| J. Newell          | 31           | 0            | 0            | 0            | -        | -      | -           | -          | 1             | 0             | 0             | 0             | 32       | 0      | 0           | 0          |
| M. Palmer          | 10           | 0            | 2            | 0            | 1        | 0      | 0           | 0          | 2             | 0             | 0             | 0             | 13       | 0      | 2           | 0          |
| D. Potter          | 1            | 0            | 0            | 0            | -        | -      | -           | -          | -             | -             | -             | -             | 1        | 0      | 0           | 0          |
| J. Southern-Cooper | -            | -            | -            | -            | -        | -      | -           | -          | -             | -             | -             | -             | -        | -      | -           | -          |
| J. Taylor          | 41           | 4            | 3            | 0            | 1        | 0      | 0           | 0          | 2             | 0             | 0             | 0             | 44       | 4      | 3           | 0          |
| R. Towell          | 34           | 4            | 2            | 1            | -        | -      | -           | -          | -             | -             | -             | -             | 34       | 4      | 2           | 1          |
| W. Vaulks          | 41           | 7            | 10           | 1            | 1        | 0      | 0           | 0          | 1             | 1             | 0             | 0             | 43       | 8      | 10          | 1          |
| B. Wiles           | 20           | 0            | 1            | 0            | 1        | 0      | 1           | 0          | 2             | 0             | 0             | 0             | 23       | 0      | 2           | 0          |
| R. Williams        | 39           | 1            | 2            | 0            | 1        | 0      | 0           | 0          | 1             | 0             | 0             | 0             | 41       | 1      | 2           | 0          |
| D. Ball            | 1            | 0            | 0            | 0            | -        | -      | -           | -          | 2             | 0             | 0             | 0             | 3        | 0      | 0           | 0          |
| A. Bray            | -            | -            | -            | -            | -        | -      | -           | -          | -             | -             | -             | -             | -        | -      | -           | -          |
| J. Kayode          | -            | -            | -            | -            | -        | -      | -           | -          | -             | -             | -             | -             | -        | -      | -           | -          |
| T. Lewthwaite      | -            | -            | -            | -            | -        | -      | -           | -          | -             | -             | -             | -             | -        | -      | -           | -          |
| J. Proctor         | 16           | 2            | 0            | 0            | -        | -      | -           | -          | 2             | 2             | 0             | 0             | 18       | 4      | 0           | 0          |
| M. Smith           | 45           | 8            | 4            | 0            | 1        | 0      | 0           | 0          | -             | -             | -             | -             | 46       | 8      | 4           | 0          |
| K. Vassell         | 23           | 0            | 2            | 0            | -        | -      | -           | -          | 2             | 0             | 0             | 0             | 25       | 0      | 2           | 0          |
| J. Yates           | 7            | 0            | 1            | 0            | -        | -      | -           | -          | -             | -             | -             | -             | 7        | 0      | 1           | 0          |
| R. Manning         | 18           | 4            | 4            | 0            | -        | -      | -           | -          | -             | -             | -             | -             | 18       | 4      | 4           | 0          |